# Tulotoma magnifica
Tulotoma magnifica é uma espécie de gastrópode  da família Viviparidae.
É endémica dos Estados Unidos da América.